# Handicap (golf)
 For alternative betydninger, se Handicap (flertydig). (Se også artikler, som begynder med Handicap)
Handicapsystemet i golf er en metode, hvorved to golfspillere af forskellig styrke kan spille med og mod hinanden på lige fod. I Europa (bortset fra Storbritannien) anvendes det fælles EGA-handicapsystem. En spillers handicap er et tal for hvor mange ekstra slag den pågældende spiller må forventes at skulle bruge udover banens par på en gennemsnitlig bane.

## Damer og herrer
Ved beregning af en spillers handicap er det af helt grundlæggende betydning om der er tale om en dame- eller herrespiller. Damer slår i reglen knap så langt som herrer, og det tager man hensyn til på forskellig vis. For det første er der i reglen særskilte dame- og herre-teesteder på golfbanen. Fra dame-tee er golfbanens samlede længde som regel 15-20% kortere end fra herre-tee.

## Det første handicap
I de fleste golfklubber bliver nye spillere først sluppet løs på egen hånd på banen, når de har bevist, at de kan gennemføre en runde på banen eller på en særlig øve-bane i et bestemt antal slag – eller færre. Når en spiller har klaret denne prøve tildeles vedkommende et "start-handicap". Starthandicappet varierer, alt efter hvor få eller mange slag, klubben har bestemt, at man skal kunne klare banen i.
Et eksempel kunne være en klub, som har fastlagt, at en ny spiller skal kunne klare klubbens 18 hullers par 72 bane i 130 slag, og når prøven er bestået, tildeles spilleren et handicap på 54. Årsagen til at starthandicappet i eksemplet ikke nødvendigvis skal være 130 – 72 = 58 vender vi tilbage til i afsnittet om spillehandicap.

## Fordeling af handicapslag på huller
I de fleste turneringsformer er det ikke uden betydning hvilke huller de ekstra handicapslag fordeles på. Princippet er at handicapslagene fordeles efter hullernes sværhedsgrad, således at det første handicapslag placeres på det sværeste hul, nr. 2 på det næstsværeste osv. Har man flere end 18 handicapslag begynder man forfra og placerer det 19. handicapslag på det sværeste hul osv. De enkelte hullers sværhedsgrad kaldes deres HCP, og fremgår af scorekortet og tavler ved de enkelte huller.

## Handicapregulering
Efterhånden som en spiller bliver mere øvet, vil vedkommende i reglen bruge færre ekstra slag end starthandicappet. Derfor reguleres handicappet ned, i takt med at man klarer sig bedre end sit handicap.
Handicapregulering beregnes ud fra det antal point, som man ville have opnået i en runde opgjort efter Stableford systemet – selv om man har spillet slagspil. Efter stableford systemet får man 2 point på et hul, hvis man har spillet det i par + handicapslag. Hvis man har brugt et slag mere, får man kun 1 point, og har man brugt to eller flere slag ekstra får man 0 point. Har man brugt et slag mindre får man derimod 3 point, to slag mindre: 4 point osv.
Med 2 point pr. hul skal man således opnå 36 point på 18 huller for at spille til sit handicap, og får man mere end 36 point skal handicappet reguleres ned.
Har man et handicap som er 37 eller over reguleres handicappet ned med 1 for hvert point man har over 36. Hvis en spiller med handicap 54 spiller en runde i 40 stablefordpoint, skal handicap således reguleres 4 ned til 50. Og det er så det handicap spilleren skal benytte i den næste runde.
I takt med at handicappet bliver mindre aftager den fart hvormed handicappet reguleres ned. Hvis det var en spiller med handicap 36, som spillede en runde med 40 stablefordpoint ville reguleringsfaktoren kun være ½ for hvert overskydende point, og handicappet skulle da kun reguleres ned med 2 til 34.

### Opregulering
Spillere kan naturligvis også blive svagere, således at deres handicap er for lavt i forhold til deres nuværende styrke. Det går imidlertid meget langsommere med at blive reguleret op, sammenlignet med at blive reguleret ned – og hvis handicap er over 37 kan det slet ikke reguleres op.
Hvis handicap er lavere end 26,4 reguleres det op med 0,1 hvis man opnår mindre end 32 stableford point på en runde. Hvis handicap er mellem 26,5 og 36 reguleres det op med 0,1 hvis man opnår mindre end 30 stableford point.[kilde mangler]

## Spillehandicap
Da golfbaner kan variere meget i hvor svære de er at spille, prøver man også at tage højde for det i handicapsystemet. Det sker ved hjælp af to parametre: Course Rating og Slope.
Course Rating (da: banevurdering) er et tal for hvor mange slag en elitespiller uden handicap slag må forventes at bruge på en runde på en bestemt golfbane. Course rating er primært en vurdering af hvor lange hullerne på banen er i forhold til deres par.
Slope (da: hældning) er en vurdering af hvor svær banen er for spillere, som ikke er elitespillere. Slope tager således højde for hvor brede eller smalle fairways er, om der er generende træer, vandhuller, bakker, og alt det andet som eliten normalt spiller udenom, og som almindelige spillere jævnligt generes af eller havner i.
En gennemsnitlig bane har en slope på 113.
Spillerens handicap er udtryk for hvor mange ekstra slag vedkommende må forventes at skulle bruge på en gennemsnitlig bane, og dette handicap konverteres til et spillehandicap, som afspejler hvilket tee der spilles fra og banens Course Rating og slope. Spillehandicap beregnes ud fra følgende formel:
Spillehandicap = (Handicap x Slope / 113) + Course Rating – Par
Til glæde for de fleste er der opstillet konverteringstabeller på alle golfbaner, så spilleren uden videre kan oversætte sit handicap til spillehandicap

## Eksterne referencer
- DGU's handicapsystem Arkiveret 9. februar 2009 hos  Wayback Machine